# Senigallia
Senigallia o Sinigaglia és una ciutat d'Itàlia a la regió de les Marques, província d'Ancona, amb 44.357 habitants l'any 2008.

## Història
Sena (grec antic: Σήνη) o Sena Gallica (Σεναγάλλικα) va ser una ciutat de l'Úmbria situada en un districte anomenat Gallus Ager, a la costa de la mar Adriàtica, a la desembocadura del riu Sena (modern Nevola o Nigola). El territori havia estat dels gals sènons i el nom de la ciutat venia d'ells. Probablement la ciutat ja existia quan els romans van conquerir la zona però res no se'n sap fins que es va establir una colònia romana l'any 289 aC, quan es van vèncer definitivament els gals sènons.
L'any 207 aC en aquesta ciutat es van reunir les forces dels cònsols Marc Livi Salinàtor i Gai Claudi Neró abans de la batalla del Metaure que s'hauria lliurat prop de Sena.
Torna a ser esmentada a la guerra civil entre Gai Mari i Sul·la quan Pompeu, llavors lloctinent de Sul·la, la va ocupar i saquejar l'any 82 aC. Sembla que va ser una ciutat de certa importància i sota el Segon Triumvirat va rebre nous colons. La ciutat és esmentada durant tot l'imperi per tots els geògrafs i consta als Itineraris fins al segle iv.
Alaric I la va saquejar i després va passar als ostrogots i recuperada pels romans d'Orient que la van fortificar. Era una de les ciutats de la Pentàpolis dins l'Exarcat de Ravenna. Altre cop saquejada pels longobards al segle viii, la van atacar els sarraïns al segle ix.
Al segle xii apareix governada per un comte de nom Sergi que va rebre del vescomte de Marsella, amb la filla del qual s'havia casat, unes relíquies atribuïdes a Maria Magdalena. Va passar als Montefeltro i després als Malatesta. Segimon Pandolf Malatesta de Rímini la va fortificar a la meitat del segle xv. El Papa Pius II (1458-1464) la va donar en feu al seu nebot Antonio Piccolomini, però el poble es va posar sota domini directe del Papa Pau II (1464-1471) i Giacomo Piccolomini va ser rebutjat en un intent de recuperar la ciutat el 1472. Sixt IV (1471-1484) la va donar als della Rovere que la van conservar fins al 1516 quan va passar a Llorenç II de Mèdici. El 1624 va tornar al papa. Va passar a Regne d'Itàlia el 1860.

## Fills Il·lustres
- Francesco Maria I della Rovere (1490-1538), duc d'Urbino.
- Giulio Carlo Fagnano (1682-1766), matemàtic.
- Angelica Catalani (1780-1849) soprano.
- Pietro Morandi (1739-1815) compositor i mestre de capella.
- Rosa Morandi (1782-1824) cantatriu.
- Fernando Liuzzi (1884-1940), compositor i musicòleg.